# Ángel Núñez Ortega
Ángel Núñez Ortega (Alvarado, Veracruz. 20 de julio de 1838 - Bruselas, Bélgica. 1 de mayo de 1890) fue un ensayista, periodista y diplomático mexicano.

## Biografía
Nacido en la ciudad portuaria de Alvarado en la época de la República Centralista, fue alentado desde su niñez para el aprendizaje de varios idiomas y el estudio de disciplinas humanistas tales como historia, arqueología, antropología, etc.
Finalmente se desempeñaría como periodista y diplomático, llegando a ser miembro del Congreso de la Unión y embajador de México en Bélgica de 1879 hasta su muerte en 1890, habiendo sido previamente el Encargado de Negocios en Alemania.

### Carrera periodística
En 1868, contando con veintinueve años funda el periódico de tirada diaria La Revista Universal, publicando su primer número el 16 de enero de 1868.
En 1872, tras su nombramiento dentro de la Secretaría de Relaciones Exteriores, otros periodistas elevaron contra él acusaciones de imperialista y de haber servido de manera cercana a Maximiliano I, si bien en aquella época Núñez Ortega solo contaba con 24 años de edad y no era tan reconocido como lo fue tras la fundación de su periódico. El caso se desestimó.

### Carrera diplomática y política
El 27 de febrero de 1872, el presidente mexicano, Benito Juárez, lo nombra oficial segundo de la Sección de América, dependiente de la Secretaría de Relaciones Exteriores, entonces bajo dirección de Ignacio Mariscal.
El 15 de septiembre de 1873 entraría a formar parte de la VII Legislatura del Congreso de la Unión como diputado electo por el primer distrito de Veracruz. En sesión del 19 de enero de 1874 el congreso vota a favor de que pueda ser empleado por el ejecutivo federal.
De diputado del Congreso de la Unión, pasó a ejercer sus primeras misiones diplomáticas, primero como Oficial Mayor de la Secretaría de Relaciones Exteriores y, posteriormente, en calidad de Encargado de Negocios en la Confederación del Norte de Alemania. El encargo diplomático de mayor calado de Ángel Núñez Ortega se dio en 1879, cuando fue nombrado Ministro Plenipotenciario de México en el Reino de Bélgica de Leopoldo II.

### Carrera como escritor y ensayista
La obra de Ángel Núñez Ortega no es muy voluminosa, sus tres escritos más destacables son:
- Núñez Ortega, Ángel (1877). Belice: Estudio sobre el origen de ese nombre. México.
- — (1878). Memorias sobre las relaciones diplomáticas de México con los Estados libres y soberanos de la América del Sur. México.
- — (1879). Noticia histórica sobre las relaciones políticas y comerciales habidas entre México y el Japón durante el siglo XVII. México.